# عبد الهادي الوشاحي
عبد الهادي الوشاحي (9 نوفمبر 1936 - 26 أغسطس 2013) نحات مصري، وواحد من أبرز النحاتين والفنانين التشكيليين في مصر والعالم، والذي تقتني أعماله متاحف عالمية ومصرية عدة، وتم تسجيل اسمه في موسوعة كامبريدج البريطانية كأحسن نحات دولى لعام 2001.

## بداياته
ولد عبد الهاي الوشاحي في 11 نوفمبر عام 1936م بمحافظة الدقهلية، وحصل على بكالوريوس كلية الفنون الجميلة قسم النحت عام 1963م وعين معيدا بقسم النحت بكلية الفنون الجميلة بالإسكندرية 1963م 
مدرس النحت بكلية الفنون الجميلة 1978
راودت الوشاحى فكرة السفر ليستزيد من العلم وكانت أولي رحلاته لأوروبا عام 1965م، ومن وقتها تكررت زياراته لها، وامتدت فترات إقامته في كل من إيطاليا وأسبانيا إلي أن حصل علي درجة الأستاذية من أكاديمية سان فرناندو للفنون الجميلة بمدريد عام 1978م، وعاد بعدها للقاهرة حاملا معه خبرة مستفيضة، ودراية واعية بمجريات الحركة الفنية العالمية، والتطورات التي ألمت بها.

## مقتنياته
وللوشاحي العديد من المقتنيات الرسمية بعدد من المتاحف المصرية والعالمية منها المتحف المصري للفن الحديث بالقاهرة والإسكندرية ومتحف الفنون الجميلة بالإسكندرية ومتحف الفن المعاصر بأسبانيا ومتحف الفن الحديث لبينجاثو بميلانو بإيطاليا ومتحف دنشواى بمحافظة المنوفية ودار الأوبرا المصرية والمركز الدولى للمؤتمرات.والمتحف الحربى ومترو الانفاق والاكاديمية المصرية بروما ومبنى جريدة الاهرام.
كان الوشاحي يرى ضرورة الاهتمام بفن النحت وتأثيره على الحالة النفسية للأنسان المصري، ففى حوار أجرته معه شبكة الأعلام العربية محيط "أسباب قلق وتوتر الإنسان المصري يعود بعضها إلى عدم وجود أعمال صرحية فنية حقيقية في الميادين، فالتماثيل الموجودة حاليا تسبب تلوث بصري وإزعاج. وعملية التلقي بالنسبة للأعمال الفنية المتلقاة بطريق غير مباشر لا تعتمد فقط على مرورها على العين، بل ينزل تأثيرها على المراكز العصبية، وهذا لو كان شكل الذي رآه المتلقي جميل أم قبيح، فإنه يترجم إلى حالة من الرضا أو النفور تصاحبها قلق وتوتر.
لو لم امارس مهنة النحت كنت سأدخل النار، لأن الإبداع نعمة ومنحة من الله للبشر، وأيضا تفوق إنساني يجب المحافظة عليه. كما أن العين يجب تدريبها على رؤية الأشياء الجميلة وهذا دور المبدع".
ومن أهم أعماله تمثال أكبر من الحجم الطبيعى للدكتور طه حسين كان يود الوشاحي أن يتم وضعه بأحد الميادين في مصر.

## المعارض الجماعية المحلية التي شارك بها
شارك عبد الهادي الوشاحي في العديد من المعارض الجماعية بمصر منذ عام 1959م منها: 
- صالون القاهرة 1959 - 1966 .
- المعرض العام للفنون التشكيلية الدورة (21) عام 1990 .
- مهرجان الإبداع التشكيلى الأول (صالون مصر الدورة الأولى) 2007 .
- معرض بورتريه النحت بمركز الإبداع بالإسكندرية مارس 2009 .
- مهرجان الإبداع التشكيلى الثالث المعرض العام الدورة الثانية والثلاثون 2009 .
- معرض وجوه بقاعة أفق واحد - متحف محمد محمود خليل وحرمه ديسمبر 2009 .
- معرض بصالة الفن في الزمالك نوفمبر 2009.
- معرض (عبد الناصر.. الحلم) بقاعة بيكاسو بالزمالك سبتمبر 2011.
- معرض تكريمى لرواد الحركة الفنية المصرية المعاصرة بقصر الفنون بالجزيرة على هامش فعاليات المعرض العام في دورته الرابعة والثلاثين مايو 2012 .
- المعرض العام للفنون التشكيلية الدورة الرابعة والثلاثون 2012.

## المعارض الجماعية الدولية التي شارك بها
كما شارك الوشاحي في الحركة الفنية الأوروبية منذ عام 1965م فشارك في عدد من المعارض الجماعية الدولية منها: 
- بينالى الإسكندرية الدولى الرابع 1961 والخامس 1963 .
- بينالى باريس الدولى الرابع 1965 ـ فرنسا.
- بينالى أبيثا الدولى الثاني 1966 ـ إسبانيا.
- المعرض العالمى للنحت في الهواء الطلق - أسبانيا.
- معرض في ميلانو 1971، 1972 - إيطاليا.
- بينالى الرياضة الدولى في الفنون الجميلة برشلونة - مدريد 1971 - 1975، 1977 - دعوة شخصية 1978 ـ إسبانيا
- بينالى فينسيا الدولى العام 1980 ـ إيطاليا.
- معرض ومؤتمر النحت الدولى - أوكلاند - سان فرانسسكو 1982 الولايات المتحدة الأمريكية.
- سمبوزيوم أسوان الدولى الثالث عشر للنحت 2008 .

## الجوائز المحلية والعالمية التي حصل عليها
- الجائزة الأولى للنحت صالون القاهرة 1961 .
- الجائزة الثالثة (نحت) بينالى الإسكندرية (الجناح المصري) 1963 .
- الجائزة الثانية (نحت) بينالى أبيثا الدولى إسبانيا 1966 .
- الميدالية الذهبية (نحت) المعرض القومى للفنون ـ إيطاليا ـ تشيزينا 1972 .
- جائزة بينالى الرياضة الدولى برشلونة ـ إسبانيا 1975 .
- جائزة خاصة للنحت في بينالى الرياضة الدولى في الفنون الجميلة -مدريد - أسبانيا 1977 .
- الجائرة الأولى في النحت المعرض العام 1981 .
- وسام العلوم والفنون من الدرجة الأولى.
- جائزة الدولة التشجيعية في النحت 1981 .
- جائزة الدولة التقديرية في الفنون 2012 .

## وفاته
توفي الوشاحي في 26 أغسطس عام 2013م بعد صراع مع المرض عن عمر يناهز 76 عاما